# دوبرینووو (استان بورگاس)
دوبرینووو (به بلغاری: Dobrinovo) یک منطقهٔ مسکونی در بلغارستان است که در استان بورگاس واقع شده‌است.